# Trevor Penning
Trevor Penning (Clear Lake, Iowa, 15 de mayo de 1999) es un jugador profesional estadounidense de fútbol americano, se desempeña en la posición de offensive tackle en New Orleans Saints, en la National Football League (NFL).

## Carrera
Fue seleccionado en la Reunión Anual de Selección de Jugadores de la NFL de 2022. Hizo su debut profesional con el equipo New Orleans Saints, lleva jugando dos temporadas.